# Финансовая система
Финансовая система — форма организации денежных отношений между всеми субъектами воспроизводимого процесса по распределению и перераспределению совокупного общественного продукта.
Некоторые авторы для этого дела применяют в средствах массовой коммуникации и литературе словосочетания «Финансовая организация», «Финансовая сфера» и так далее.

## Сущность финансовой системы
Процесс распределения и перераспределения стоимости совокупного общественного продукта представляет собой финансовый механизм, который включает в себя систему организации, регулирования и планирования финансов, способов формирования и использования финансовых ресурсов у хозяйствующих субъектов, наёмных работников, государства и органов местного самоуправления.
В процессе распределения стоимости совокупного общественного продукта у субъектов экономических отношений (государства, хозяйствующих субъектов, наёмных работников и органов местного самоуправления) накапливаются различные фонды денежных доходов.

## Структура финансовой системы
В зависимости от методов формирования доходов экономических субъектов финансовую систему принято разделять на две сферы:
- централизованные или публичные финансы;
- децентрализованные финансы.

Финансовая система также подразделяется на четыре подсистемы:
- финансы государства;
- финансы предприятий;
- рынок финансов;
- международные финансы.

Где каждая из них это:
- государственные финансы  — сфера денежных отношений, в которой происходит формирование, распределение и перераспределение стоимости валового внутреннего продукта и части национального богатства, формирования и использования государственных средств на управления государством, его оборону и удовлетворение внутренних потребностей.
- Финансы субъектов хозяйствования — призваны обеспечивать деятельность самого предприятия. В свою очередь финансы предприятия составляют основу финансовой системы страны, так как предприятие создает наибольшую долю валового внутреннего продукта.
- Финансовый рынок — представляет собой обменные и перераспределительные отношения, которые возникают в процессе покупки и продажи финансовых ресурсов. В рыночных условиях, через него осуществляется координация системы финансов и экономической системы, а также соединяет другие сферы финансовой системы. Основу организационной структуры финансового рынка составляет фондовая биржа.
- Международные финансы — характеризуются отношениями, возникающими между государствами, международными организациями и институтами, по поводу обмена и перераспределения.